# Яміна
Яміна (івр. ‏ימינה‏‎, букв. «праворуч») — політичний альянс правих партій Ізраїлю, що включає «Нових Правих» (НП) та «Союз Правих партій» (СПП — об'єднує «Єврейський дім» і «Ткуму»).